# Boshruyeh (Verwaltungsbezirk)
Boshruyeh (persisch شهرستان بشرویه) ist ein Schahrestan in der Provinz Süd-Chorasan im Iran. Er enthält die Stadt Boshruyeh, welche die Hauptstadt des Verwaltungsbezirks ist.

## Demografie
Bei der Volkszählung 2016 betrug die Einwohnerzahl des Schahrestan 26.064. Die Alphabetisierung lag bei 87 Prozent der Bevölkerung. Knapp 74 Prozent der Bevölkerung lebten in urbanen Regionen.
| Zensusjahr | Einwohnerzahl |
| ---------- | ------------- |
| 2011       | 24.683        |
| 2016       | 26.064        |